# Tiro con l'arco ai Giochi della XXV Olimpiade
Si sono svolti 4 eventi: le gare individuali e le gare a squadre, maschili e femminili.

## Podi

### Uomini
| Evento                 | Oro                                                  | Argento                                             | Bronzo                                                     |
| Individuale (dettagli) | Sébastien Flute                                      | Chung Jae-hun                                       | Simon Terry                                                |
| A squadre (dettagli)   | Spagna Juan Holgado Alfonso Menéndez Antonio Vázquez | Finlandia Ismo Falck Jari Lipponen Tomi Poikolainen | Gran Bretagna Steven Hallard Richard Priestman Simon Terry |

### Donne
| Evento                 | Oro                                                      | Argento                                 | Bronzo                                                               |
| Individuale (dettagli) | Cho Youn-jeong                                           | Kim Soo-nyung                           | Natalia Valeeva                                                      |
| A squadre (dettagli)   | Corea del Sud Cho Youn-jeong Kim Soo-nyung Lee Eun-kyung | Cina Ma Xiangjun Wang Hong Wang Xiaozhu | Squadra Unificata Lyudmila Arzhanikova Chatuna Lorig Natalia Valeeva |

## Medagliere
| Pos.   | Paese             | Oro | Argento | Bronzo | Totale |
| ------ | ----------------- | --- | ------- | ------ | ------ |
| 1      | Corea del Sud     | 2   | 2       | 0      | 4      |
| 2      | Francia           | 1   | 0       | 0      | 1      |
| 2      | Spagna            | 1   | 0       | 0      | 1      |
| 4      | Cina              | 0   | 1       | 0      | 1      |
| 4      | Finlandia         | 0   | 1       | 0      | 1      |
| 6      | Regno Unito       | 0   | 0       | 2      | 2      |
| 6      | Squadra Unificata | 0   | 0       | 2      | 2      |
| Totale | Totale            | 4   | 4       | 4      | 12     |